# Rábca
A Rábca (németül: Rabnitz) a Répce és a Kis-Rába vizének egyesülésével Osli északi határában keletkező folyó, amely Abdánál torkollik a Mosoni-Dunába.

## A Rába-Rábca vízrendszere és a Fertő
A Kisalföld délnyugati részének hatalmas a vízrendszere. A Dunántúl területén súlyponti helyet foglal el. A teljes vízrendszer hazai része a Dunántúl területének 22%-a. A két vízrendszer egymástól teljesen nem határolható el, hisz a régi időben a Rábca Győrnél a Rábába ömlött, mellékfolyójának tekintették. Ma azonban már önálló torkolata van.
A Rába-Rábca és a Fertő-tó magyarországi területének jellemzőit a terület geológiai és vízrajzi kialakulása határozza meg. A Fertő és a Hanság között árvízkor az őket elválasztó gerincen túlcsordultak a fölös vizek. Feltételezhető azonban, hogy a Fertő és a Hanság között már a középkorban ástak árkot (nem a vízlevezetése céljából, hanem malmok üzemelésére). Az első kísérlet a Hanság lecsapolására 1658-ban történt, mikor a Rábca medrét Bősárkány és Királytó között kiegyenesítették és kimélyítették a kedvezőbb vízlevezetés céljából. 1799-re kiásták a Hegedüs-csatornát Bősárkány és Királytó között. 1808-ban vezették be a Kardos-eret az Ikvába, majd 1811-ben kiásták az ún. „Főkanálist”, mely az Eszterháza körüli vizeket és az Ikvát a Hegedűs-csatornába vezette.
1810-30-as években több mederrendezési és szabályozási munkát elvégeztek, emellett jelentős mennyiségű csatornát ástak. 1830-35-ben Bobics Károly mérnök vezetésével Fertő-csatornát építettek, mely Győr határától, a pomogyi úttól 2 kilométerrel tovább épült, de a Fertőt nem érte el.
A szabályozás előtt a Rábcán 4 vízimalom volt: Bősárkánynál, Kapinál, Rétinél és Börcsnél. 1870-ben 20,6 km hosszban szabályozták az Ikvát, rendezték a Répce medrét és kiépült a „Vármegyei árok”. Mindezek azonban a bajokat nem szüntette meg, mivel a Rába völgyében lévő árvizek elöntötték a térséget.
A Rábca szabályozás földmunkáit a Rábával egyidejűleg végezték. A kanyargós Rábca teljesen új, nagyméretű medret kapott. Majdnem egyenes vonalban új 18-20 méter fenékszélességű csatornát ástak Győrtől a Kis-Rába és a Répce egyesüléséig 47,8 km hosszúságban 1886-1891 között. Az árvédelmi töltések a mederrel párhuzamosan, egymástól 160 m távolságban épültek. Emellett a Mosoni-Duna jobb partján is épült töltés, hogy megakadályozza a Duna árvizeinek a Hanságba történő átömlését.
Az 1893. évi XVII. törvénycikk elrendelte a hátralevő munkálatok 2 év alatti befejezését, a Hanság-csatorna 15 m fenékszélességgel való kiásását állami előleg biztosításával. Meghozták az 1904. évi XXXIX. törvénycikket (III. Rába törvény), mely elrendelte a hátralevő szabályozási munkálatok 5 év alatti befejezését (ármentesítések, belvízmentesítések, Hanság-csatorna kiegészítő munkálatai, általános természetű munkák). A törvény a Fertő lecsapolását az elvégzendő munkák sorából már kihagyta.
Az 1910-es években számos szabályozási munkát végeztek a térségben, melyek közül különösen fontos volt a szivattyútelepek építése a belvizek levezetése érdekében.

## A Rábca-híd áthelyezése

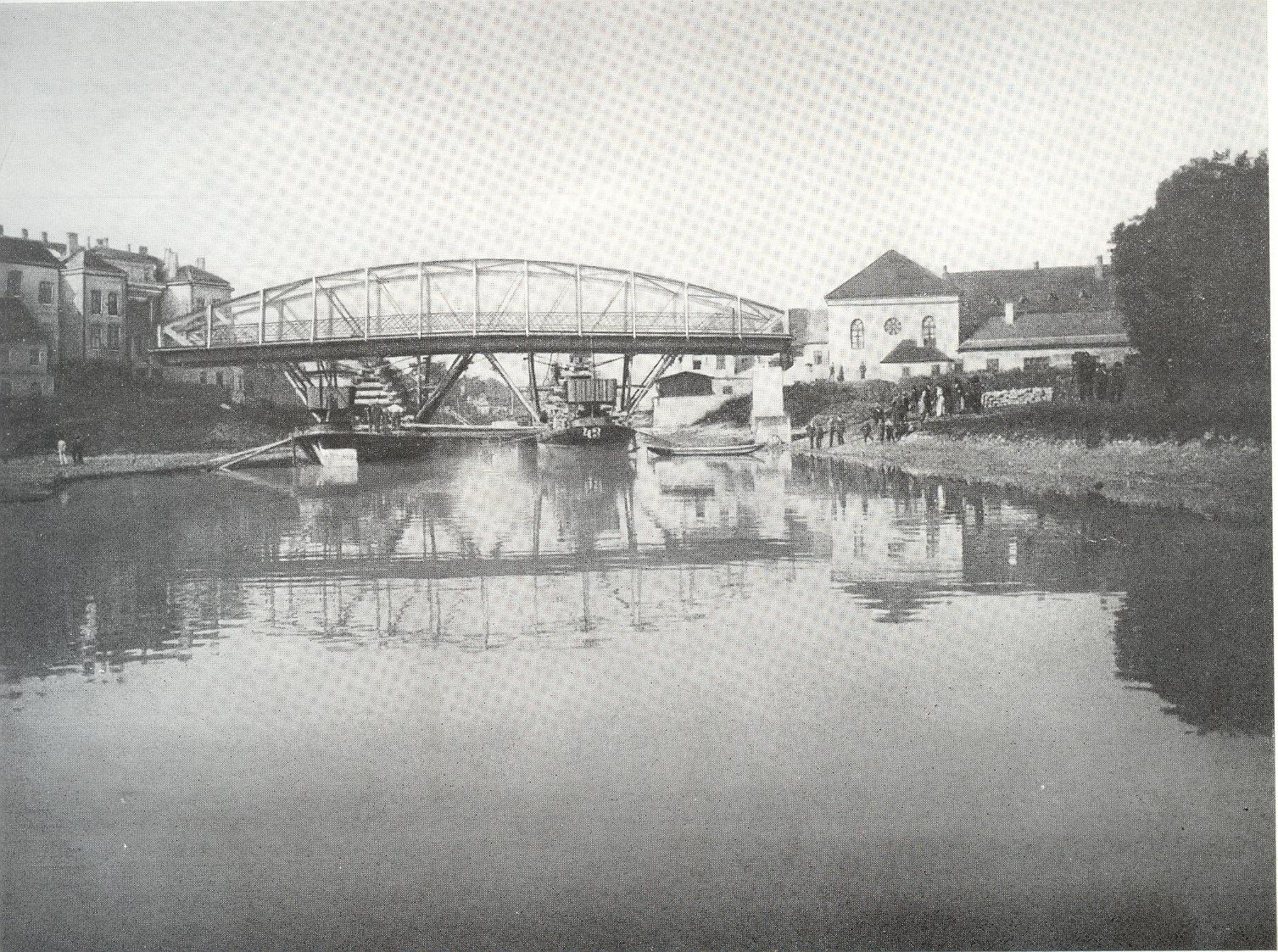
A győri Rábca-híd áthelyezése

Győr belterületén a Dunába torkolló Rábca folyó medrét a várost fenyegető árvízveszélyre való tekintettel a városon kívülre helyezték. A megszüntetett Rábca-meder feletti híd szükségtelenné vált, így azt az új torkolat közelébe kellett áthelyezni. Az 1908. augusztus 20-án végrehajtott műveletet a Magyar Wagon-, és Gépgyár hídosztálya úgy oldotta meg, hogy az 50 méter hosszúságú 100 tonna súlyú hidat egy darabban felemelték és két uszályra helyezték. Az uszályokon felvontatták a hidat a Mosoni-Dunán és ráhelyezték az új hídfőre, az eredeti helytől 2km-re.

## Települések a folyó mentén
- Osli (jobb, külterület)
- Földsziget (jobb, külterület)
- Acsalag (jobb, külterület)
- Bősárkány (jobb, külterület)
- Rábcakapi (jobb, külterület)
- Tárnokréti (jobb, belterület határa)
- Győrsövényház (jobb, külterület)
- Rábapatona (jobb, külterület)
- Börcs (bal, külterület)
- Abda (bal, külterület)

Az Öreg-Rábca Abdánál keleti irányba folyva, Győr területén éri el a Mosoni-Dunát.

## Külső hivatkozások
- http://raba-mugat.uw.hu/repce.htm
- https://web.archive.org/web/20070928011018/http://www.zoldtech.hu/cikkek/20070605torpevizeromu
- https://web.archive.org/web/20070928025047/http://www.aquadocinter.hu/themes/Vandorgyules/pages/3szekcio/szilbekne.htm
- https://web.archive.org/web/20070809100107/http://vizitura.borcs.hu/bemutatas.htm
- http://www.edukovizig.hu/?q=vizeink_rabca